# Ngày Phụ nữ Việt Nam
Ngày Phụ nữ Việt Nam là kỷ niệm mốc thành lập Hội Phụ nữ phản đế Việt Nam (20 tháng 10 năm 1930). Đây là tổ chức do Đảng Cộng sản Việt Nam phê duyệt thành lập, về sau đổi tên thành Hội Liên hiệp Phụ nữ Việt Nam, là tổ chức có vai trò chính trị xã hội trong thời chiến cũng như thời bình. Cũng giống nhiều Hội khác của Đảng Cộng sản và chính phủ Việt Nam, ngày thành lập thường được tổ chức kỷ niệm long trọng ở các cấp từ trung ương tới địa phương, trong các cơ sở doanh nghiệp Nhà nước. Việc tổ chức kỷ niệm và tuyên truyền rộng rãi trong một giai đoạn dài khiến ngày 20 tháng 10 ăn sâu vào trong đời sống xã hội. Nhiều người cũng cho rằng đây là ngày tôn vinh những người phụ nữ giống như ngày Quốc tế Phụ nữ (8 tháng 3). Vào dịp này, phụ nữ Việt Nam được nhiều người bày tỏ sự quan tâm và tôn vinh dưới nhiều hình thức nhưng phổ biến nhất vẫn là tặng hoa hồng, thiệp và kèm theo những lời chúc mừng.

## Lịch sử
Vào ngày 20 tháng 10 năm 1930, Hội Phụ nữ phản đế Việt Nam (nay đổi tên là Hội Liên hiệp Phụ nữ Việt Nam) chính thức được thành lập, để đánh dấu sự kiện này, Đảng Cộng sản Việt Nam đã quyết định chọn ngày 20 tháng 10 hằng năm làm ngày truyền thống của tổ chức này.
Trước năm 1975 tại miền Nam Việt Nam, dưới chính thể Việt Nam Cộng Hòa, Ngày Phụ nữ Việt Nam cũng là ngày tưởng niệm Hai bà Trưng vào ngày 6 tháng 2 âm lịch.

## Hoạt động kỷ niệm
Vào những ngày này, hoạt động chào mừng ngày 20 tháng 10 tại Việt Nam được chú ý một cách khá đặc biệt, một số hoạt động liên quan đến phụ nữ đã diễn ra nhằm vinh danh nữ giới, nhiều cơ quan cũng như công ty đã tổ chức các lễ trao giải thưởng cho những phụ nữ xuất sắc hoặc đạt thành tích trong một số lĩnh vực.
Các chương trình văn nghệ chào mừng ngày 20 tháng 10 cũng được tổ chức nhiều và khá công phu, một số ca sĩ nổi tiếng trong nước được mời để tham gia trình diễn, các bài hát về chủ đề phụ nữ và tình yêu như: "Thu quyến rũ", "Em hãy ngủ đi", "Này em có nhớ", "Áo dài Việt Nam",... thường được họ trình bày trong những ngày này.
Nhiều công ty và đặc biệt là các siêu thị, trung tâm thương mại đã tung ra nhiều chiến dịch khuyến mãi mà đối tượng hướng đến là những người phụ nữ, nhiều mặt hàng được giảm giá hoặc có các giải thưởng đi kèm.
Ngày 20 tháng 10 năm 2007, một kênh truyền hình dành riêng cho phụ nữ ra đời trên hệ thống truyền hình cáp HTVC, lấy tên là "HTVC Phụ nữ", đây là kênh truyền hình đầu tiên dành riêng cho nữ giới tại Việt Nam. Cũng đã có Viện Bảo tàng Phụ nữ Việt Nam rộng 1200 m² tại Hà Nội và Viện Bảo tàng Phụ nữ Nam Bộ rộng 2000m² tại Thành phố Hồ Chí Minh.
Trong những ngày này, thị trường quà tặng cho phụ nữ, nhất là hoa tươi và đồ trang sức rất sôi động và đa dạng, nhiều người sẵn sàng bỏ ra một số tiền lớn để có những món quà đặc biệt dành tặng cho người mình quan tâm, cũng trong ngày 20 tháng 10, nhiều đường phố tại một số thành phố lớn ở Việt Nam như Thành phố Hồ Chí Minh và Hà Nội đã xảy ra tình trạng kẹt xe vì lượng người lưu thông tăng đột biến, nhất là vào buổi tối.

## Vấn đề thường được nhắc đến
Vào ngày này, vấn đề về bình đẳng giới được nhiều người bàn đến, tuy đã có những bước tiến lớn về quyền phụ nữ nhưng ở Việt Nam vẫn tồn tại một số vấn đề như bạo hành gia đình và tình trạng phân biệt nam nữ. Năm 2004, Việt Nam và một số quốc gia Đông Nam Á khác đã cùng nhau ký thông qua "Tuyên bố xóa bỏ bạo lực đối với phụ nữ" tại Hội nghị Bộ trưởng Ngoại giao ASEAN lần thứ 37, đồng thời ban hành luật riêng về phòng chống bạo lực gia đình. Tuy nhiên, các điều luật này được đánh giá là chưa được thể hiện trong mọi trường hợp, mọi tình huống và cần nhiều thời gian để hoàn thiện.
Ngày 20 tháng 10 năm 2008, một cuộc hội thảo mang tên "Hội thảo khu vực ASEAN về Pháp luật Phòng chống bạo lực gia đình" do Bộ Lao động, Thương binh và Xã hội Việt Nam, Ủy ban Quốc gia Vì sự tiến bộ của Phụ nữ Việt Nam phối hợp với Quỹ Hỗ trợ Phát triển phụ nữ (UNIFEM) tổ chức đã diễn ra tại Hà Nội, nội dung của cuộc hội thảo là nhằm đánh giá lại "Luật Phòng chống bạo lực gia đình" tại các nước ASEAN đồng thời rà soát các tiêu chuẩn quốc tế, tiến hành nghiên cứu và trao đổi các kinh nghiệm chống bạo hành gia đình giữa các quốc gia này.